# Milan Zloković
Milan Zloković (Trst, 6. travnja 1898. – Beograd, 29. svibnja 1965.), srpski arhitekt

## Životopis
Zloković je rođen 1898. godine. Pohađao Visoku tehničku školu u Grazu i Tehnički fakultet u Beogradu. Diplomirao 1921. godine. Specijalizirao je na Visokoj umjetničkoj školi u Parizu. 
Stvarateljski vrhunac ostvario u Beogradu. Pripadao prvom naraštaju beogradskih modernista, tzv. beogradskoj modernoj. Projekte malih željezničkih postaja crtao koncem 1925. godine. U crtežima mu se naziru elementi nove estetike. 1925. godine nagrađen na natječaju za Jugoslavenski paviljon u Philadephiji. Zaslužan je za promjenu pravca razvitka beogradskog Arhitektonskog fakulteta prema modernoj arhitekturi. Tih vremena fakultet je još uvijek bio u tradiciji eklektičke klasicističke i srpsko-bizantske arhitekture. Prvonagrađen za projekt Narodne banke u Sarajevu koja je izrađena prema njegovom projektu. Od 1930. do 1933. po njegovim nacrtima sagrađeno je više stambenih zgrada i vila: Hipotekarna banka u Sarajevu (Narodna banka); Hotel Žiča u Mataruškoj banji; Gradska kuća za obitelj Zaborskih; Dom trgovačko-industrijske komore u Skoplju. Za Sarajevo je 1937. dovršio neostvareno natječajno rješenje za konvikt Narodne uzdanice.
Godine 1923. dobio je drugu nagradu za Paviljon Cvijeta Zuzorić. Njegovi su radovi školske, bolničke, hotele i druge zgrade u Mataruškoj Banji, Prizrenu i Beogradu. Jedan od osnivača skupine GAMP, Grupa arhitekata modernog pravca, skuppine arhitekata modernog ekspresionizma. Postojala je do 1934. godine. Predavao na Arhitektonskom fakultetu u Beogradu od 1950. godine.
Umro je 1965. godine u Beogradu.

## Galerija
- Kuća Milana Zlokovića u Beogradu.
- Narodna banka u Sarajevu 1929.

## Vanjske poveznice
- (srp.) Beogradska moderna  Arhivirana inačica izvorne stranice od 13. ožujka 2012. (Wayback Machine), Slobodan Maldini (29. svibnja 2009)
- (srp.)  Alfirević, Đorđe. Експресионизам у српској архитектури. Beograd: Orionart, 2016.
- (eng.) Architecture in Serbia